# Serafynzi
Serafynzi (ukrainisch Серафинці; russisch Серафинцы Serafinzy, polnisch Serafińce) ist ein Dorf im Osten der ukrainischen Oblast Iwano-Frankiwsk mit etwa 2000 Einwohnern (2024).

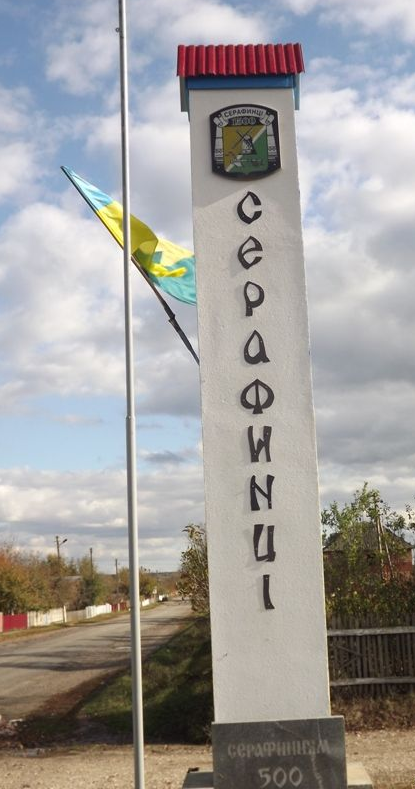
Ortseingangsschild

Das erstmals 1500 schriftlich erwähnte Dorf im Osten der historischen Landschaft Galizien liegt am Ufer des Hurkalo (Гуркало), einem 10 km langen, rechten Nebenfluss des Dnister-Zuflusses Lemyz (Лемиць), 5 km südöstlich vom ehemaligen Rajonzentrum Horodenka und 75 km südöstlich vom Oblastzentrum Iwano-Frankiwsk.
Durch das Dorf verläuft die Territorialstraße T–26–15.
Am 12. Juni 2020 wurde das Dorf ein Teil neu gegründeten Stadtgemeinde Horodenka; bis dahin bildete es die Landratsgemeinde Serafynzi (Серафинецька сільська рада/Serafynezka silska rada) im Osten des Rajons Horodenka.
Am 17. Juli 2020 wurde der Ort Teil des Rajons Kolomyja.

## Söhne und Töchter der Ortschaft
- Stepan Schuchewytsch (Степан Євгенович Шухевич; 1877–1945), ukrainischer Anwalt und Hochschullehrer sowie Offizier im Heer von Österreich-Ungarn, Onkel von Roman Schuchewytsch
- Ihor Oschtschypko (* 1985), Fußballspieler